# Сансеполкро
Сансеполкро је град у средишњој Италији, у италијанској регији Тоскани. Сансеполкро се налази на око 130 км југоисточно од Фиренце, на надморској висини од 330 m и има око 16.000 становника.

## Познати становници
- Пјеро дела Франческа, сликар
- Едуино Францини, партизан

## Становништво
Према резултатима пописа становништва 2011. у општини је живело 16.108 становника.
| 1931.  | 1936.  | 1951.  | 1961.  | 1971.  | 1981.  | 1991.  | 2001.  | 2011.  |
| ------ | ------ | ------ | ------ | ------ | ------ | ------ | ------ | ------ |
| 10.726 | 11.111 | 12.603 | 14.586 | 15.549 | 15.486 | 15.695 | 15.693 | 16.108 |

## Градови побратими
- Сињ, Хрватска, од 1981.
- Нешател, Швајцарска, од 1997.
- Нев Мезон, Француска, од 1997.